# HD 76508
HD 76508，又名BD+17 1979，SAO 98245、HR 3558，是一颗恒星，视星等为6.17，位于銀經210.46，銀緯35.3，其B1900.0坐标为赤經8h 51m 30.9s，赤緯+17° 35.3′ 43″。